# Drömme
Drömme is een plaats in de gemeente Örnsköldsvik in het landschap Ångermanland en de provincie Västernorrlands län in Zweden. De plaats heeft 53 inwoners (2005) en een oppervlakte van 19 hectare. De plaats ligt aan het meer Drömmesjön.